# Лям-алиф
Лям-алиф (араб. لا‎) — лигатура, состоящая из букв арабского алфавита лям и алиф.

## Написание
Если за буквой лям ل следует алиф ا, то вместо لـا используют лигатуру لا.
В отличие от других лигатур, которые встречаются в арабских текстах, лям-алиф является обязательной лигатурой. Это правило действует даже тогда, когда алифу сопутствует хамза или мадда: (لأ لإ لآ). В середине и в конце слова лигатура выглядит так: ﻶ (здесь с маддой).
Также лигатура لا обозначает отрицательную частицу «нет».

## Юникод
На арабской клавиатуре есть особая клавиша для لا. Если ل и ا набиваются отдельно, то программа автоматически создаёт лигатуру лям-алиф. В Юникоде есть отдельные коды: для изолированного использования (U+FEFB) и для конца слова (U+FEFC). При правильной настройке они отображаются идентично последовательности лям + алиф.